# Aseraggodes ocellatus
 Aseraggodes ocellatus és un peix teleosti de la família dels soleids i de l'ordre dels pleuronectiformes que es troba a les costes de Sri Lanka.